# 留贊
留贊（183年—255年），字正明，會稽長山人。東漢末及三國時東吳將領，官至左將軍，後在與曹軍對陣中戰死。

## 生平
留贊年輕時曾在會稽郡任郡吏，當時黃巾之亂的餘黨仍然在地方活動，留贊就曾與餘黨首領吳桓決戰，成功斬殺吳桓，但在戰時一隻腿受傷，不能伸直。留贊性格直烈，喜歡讀兵書及三史，希望能像書中所記載的將領般征戰，但因腿部不能伸直而十分歎息。一次，留贊用刀割受傷腿部的腿筋，大量出血，昏迷了很久，留贊家人見狀都十分害怕，但都助他伸直他的腿。足伸直後，腿傷漸漸痊癒，留贊可以蹉步。
凌統聽過留贊的事後，甚為驚異，於是上表舉薦留贊，令留贊獲得被試用的機會，後因多次有戰功，任屯騎校尉。留贊時常對國政時事上諫直言，從不阿諛奉承，也受到孫權忌憚。
建興元年冬（252年），曹魏進攻東興，太傅諸葛恪領兵抵抗，命令留贊與丁奉、呂據、唐咨在前部，先至東關佔據徐塘，又擊破魏軍前屯；後主力陸續到來，最終大敗魏軍，因功遷左將軍。
五鳳二年（255年），曹魏將領毌丘儉和文欽在寿春發動叛變，孫峻亦領軍攻向壽春，授留贊符節，與呂據跟隨孫峻出征。未到壽春時留贊患病，孫峻見毌丘儉已潰敗，於是以他所領部隊車輛重而先行回國，孫峻及後移駐橐皋，見諸葛誕已搶佔壽春就帶領著大軍和淮南毌丘儉和文欽的餘眾撤軍。此時諸葛誕派部將蔣班追擊吳軍，在菰陂追上留贊的部隊，當時留贊病重，不能整齊軍隊，知道此戰必敗，於是將曲蓋和印綬都交給弟子，命他快點歸國，以免留在此一同戰死。但弟子不願意，留贊更拔刀要斬他，弟子才肯離去。留贊就如以往臨敵一樣，先披髮叫天，屬下都響應，先振奮士氣再出戰，以往都因此戰無不勝，但在此役終究被蔣班擊敗，感歎：「吾戰有常術，今病困若此，固命也！」蔣班最後斬殺留贊，享年七十三歲，其他人對留贊戰死都大感痛惜。及後蔣班割下他的頭在軍中傳閱，並沒收他隨身的印綬。

## 人物評價
- 《吳書》：「贊為將，臨敵必先被髮叫天，因抗音而歌，左右應之，畢乃進戰，戰無不克。」[2]
- 郝經：①“留贊鷙猛壯烈，萬人敵也。其剚刃信足與雲長之刮骨，何以異哉心。有主而不動，視疾痛死生若無與於已者，壯士之勇也況，復得其死哉！”②“名義國閒，命輕道重。白刃何有，丹心弗動。壯哉諸臣，談笑就死。大節巉天，烈聞不已。” [3]

## 後世神化
在陶弘景道教著作《真靈位業圖》當中，留贊被封為「主南門鑰司馬」。

## 子女
- 留略，東吳將領。
- 留平，東吳將領。

## 延伸阅读
[在维基数据编辑]
 《三國志·卷64》，出自陳壽《三國志》